# Bernard Meretyn
Bernard Meretyn (mort le 4 janvier 1759) est un architecte baroque actif à Lviv, en Galicie, de 1738 à sa mort et précurseur du style rococo. Il a collaboré avec le sculpteur Johann Georg Pinsel et été nommé architecte à la cour d'Auguste III de Pologne en 1745.

## Œuvres

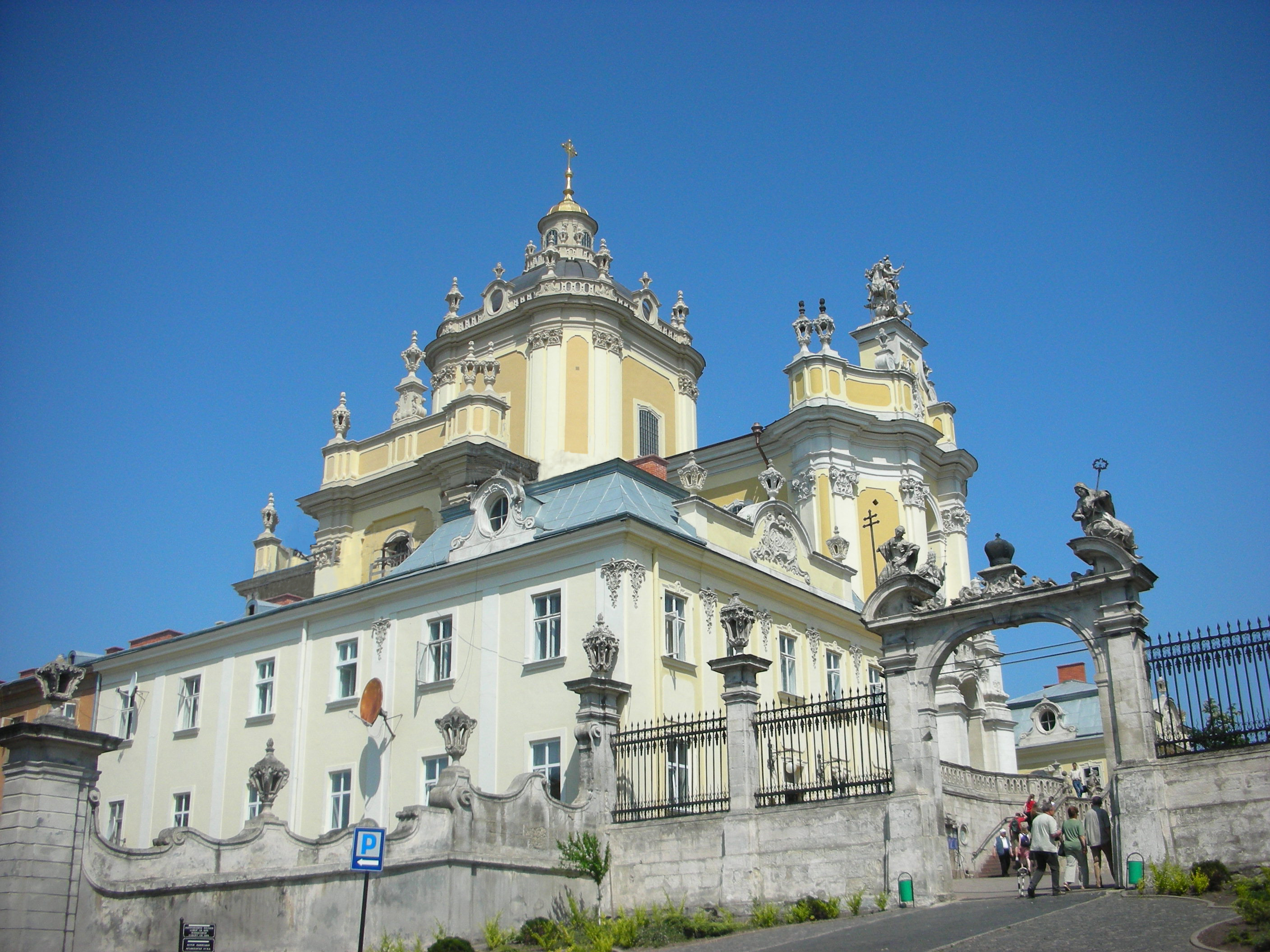
Cathédrale Saint-Georges de Lviv (1746-1764)
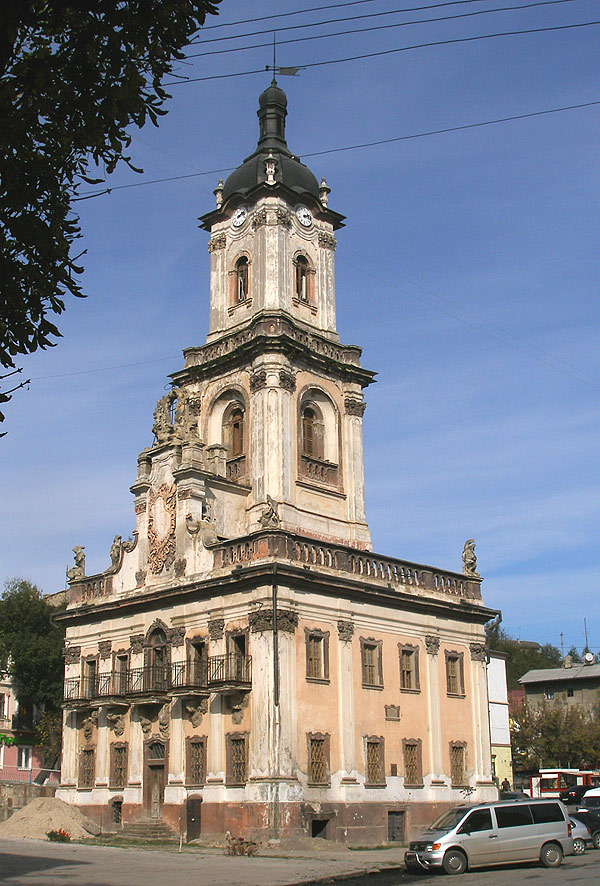
Hôtel de ville de Boutchatch (pl) (1750-1751)
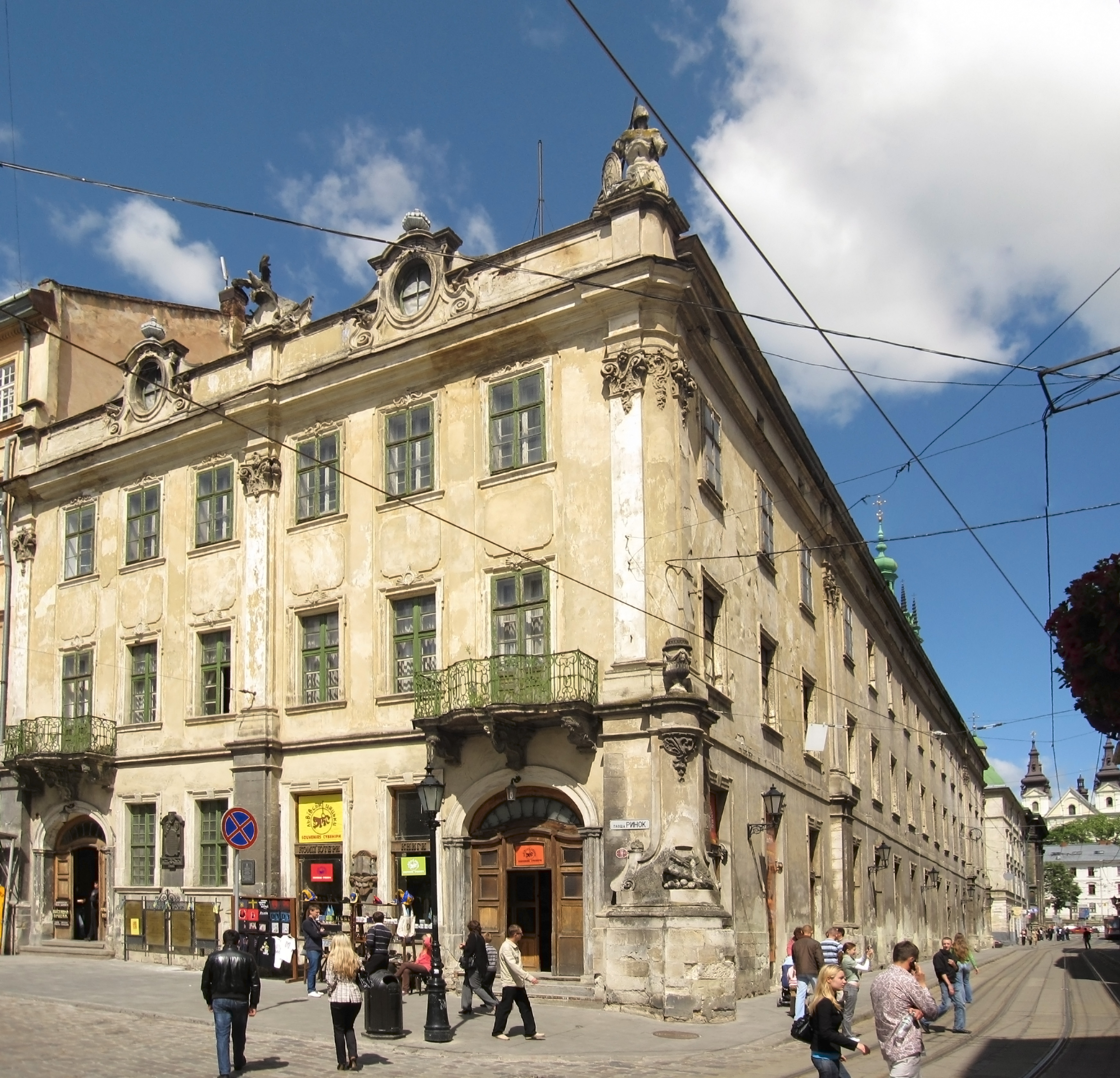
Palais Lubomirski à Lviv (1763)
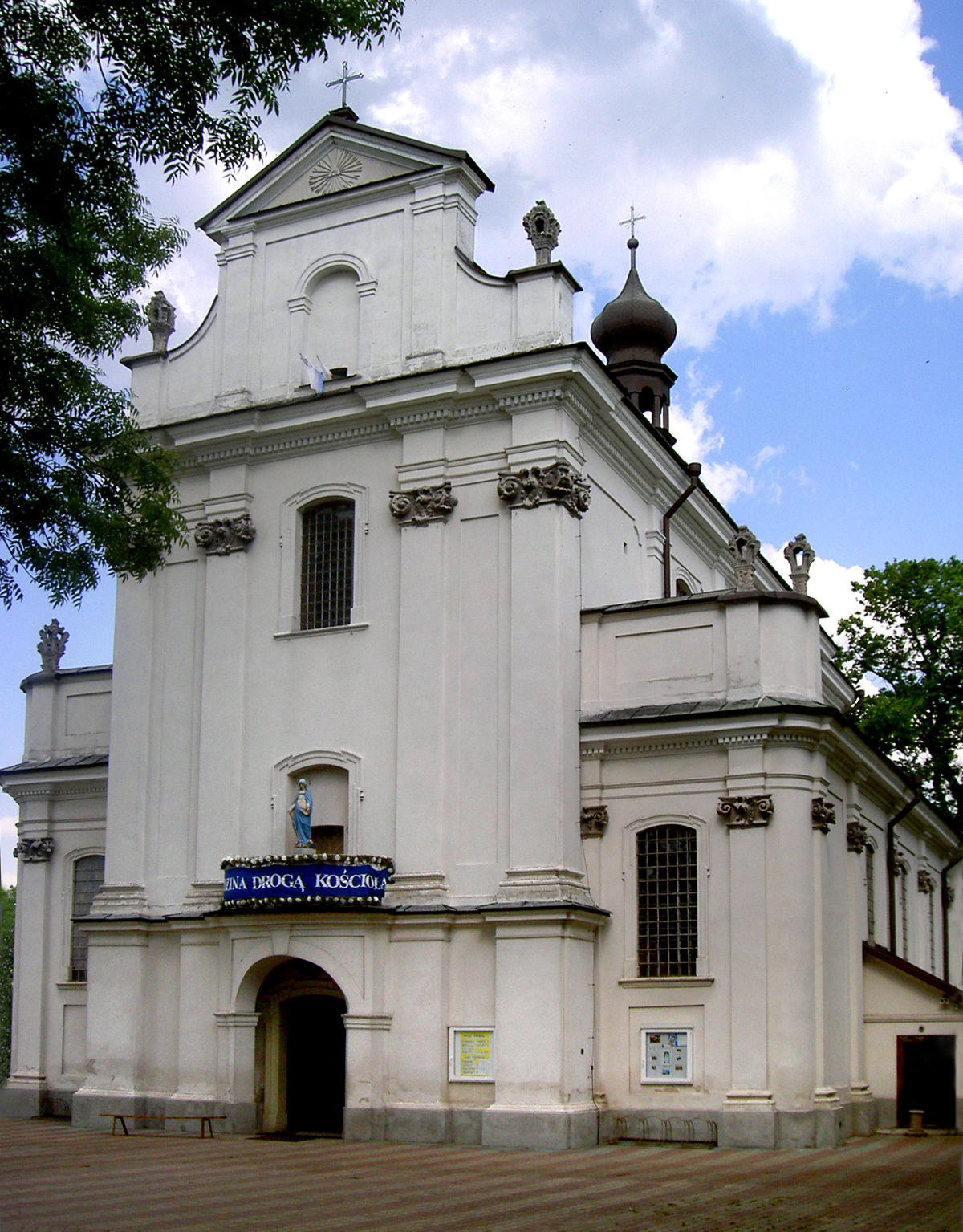
Église de la Transfiguration de Tarnogród (pl) (1750-1771)
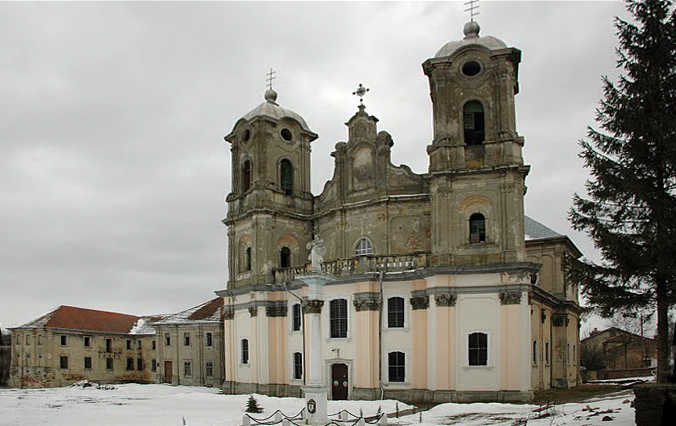
Église de l'Immaculée-Conception d'Horodenka (pl) (1743-1766)
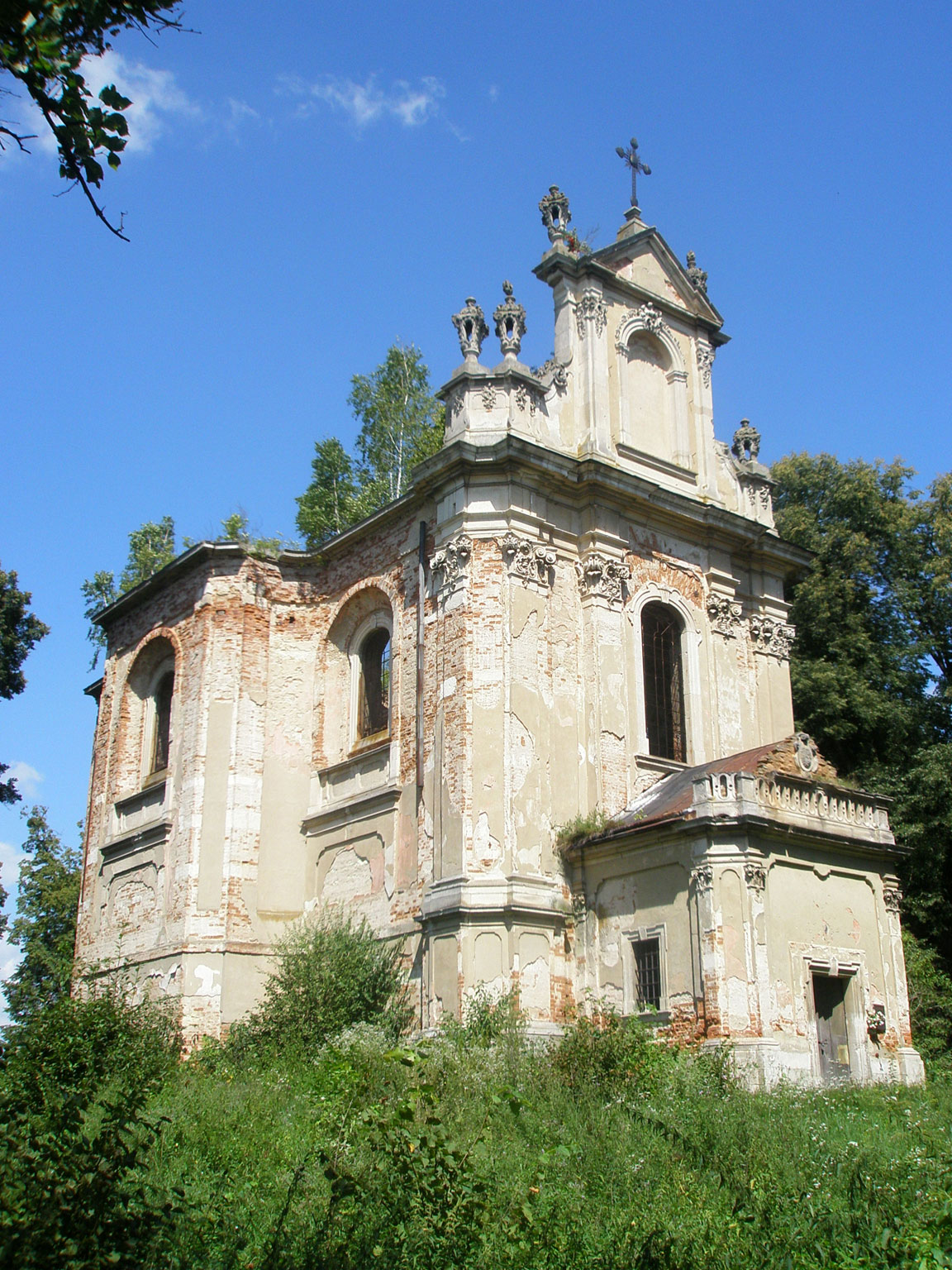
Église de Tous-les-Saints d'Hodowica (pl) (1751-1758)